# 渡部周治
渡部 周治（わたなべ しゅうじ、1927年11月19日 - 2016年9月14日 ）は、日本の経営者。国税庁長官、関西電力副社長を務めた。

## 来歴・人物
兵庫県出身。1950年に東京帝国大学法学部を卒業し、同年に大蔵省に入省した。1980年6月から1982年6月までに国税庁長官を務めた。国民金融公庫副総裁を経て、1985年に関西電力顧問に就任し、常務、専務を経て、1991年6月には副社長に昇格した。1995年6月に関電産業社長に就任。。
2001年11月に勲二等旭日重光章を受章。。
2016年9月14日、肺炎のために死去。88歳没。